# Guadalupe Larriva
Guadalupe Larriva, née le 28 juillet 1956 à Cuenca et décédée le 24 janvier 2007 à Manta Ecuador, est une femme politique équatorienne.

## Biographie
Députée d'Azuay depuis 2003, elle occupait également le poste de ministre de la Défense depuis le 15 janvier 2007, sous le gouvernement de Rafael Correa, étant la première femme à occuper ce poste. Ancienne enseignante universitaire d'histoire et de géographie, elle était membre du Parti socialiste - Front large (Partido Socialista - Frente Amplio) depuis 19 ans.
Le 24 janvier 2007, à 20 h 23, l'hélicoptère qu'utilisait Larriva entra en collision avec deux Gazelles, près de la base de Manta, dans la province de Manabí.
Après la mort de Larriva, Rafael Correa promit de nommer une autre femme à la tête du ministère de la Défense, ce qu'il fit le 30 janvier 2007 en nommant Lorena Escudero qui la remplace. Escudero est également origine de Cuenca et fut professeur universitaire.